# Carol Anne Chenard
Carol Anne Chenard (Summerside, Quebec, 1977. február 17.–) kanadai nemzetközi női labdarúgó-játékvezető. Mikrobiológusnak tanult. Polgári foglalkozása hivatásos játékvezető.

## Pályafutása
A McGill Egyetemen mikrobiológiát és immunológiát tanult és 2001-ben szerzett diplomát. A Canada Soccer Játékvezető Bizottságának (JB) minősítésével lett országos játékvezető. A W-League Championship játékvezetője. A W-League az Egyesült Államokban és Kanadában a legmagasabb szintű női labdarúgó bajnokság. Küldési gyakorlat szerint rendszeres 4. bírói szolgálatot is végez.
A Kanadai labdarúgó-szövetség JB terjesztette fel nemzetközi játékvezetőnek, a Nemzetközi Labdarúgó-szövetség (FIFA) 2006-tól tartja nyilván női bírói keretében. A FIFA JB központi nyelvei közül az angolt, a franciát és a spanyolt beszéli. Több nemzetek közötti válogatott ( Női labdarúgó-világbajnokság, Olimpiai játékok, Algarve-kupa), valamint klubmérkőzést vezetett, vagy működő társának 4. bíróként segített.
| Időpont          | Helyszín                 | Mérkőzés típusa           | Mérkőzés           |
| ---------------- | ------------------------ | ------------------------- | ------------------ |
| 2006. június 25. | Központi Stadion, Ottawa | első nemzetközi mérkőzése | Kanada–Olaszország |

A 2008-as U20-as női labdarúgó-világbajnokságon, a 2010-es U20-as női labdarúgó-világbajnokságon, valamint a 2014-es U20-as női labdarúgó-világbajnokságon a FIFA JB hivatalnoki feladatokkal bízta meg.
| Időpont             | Helyszín                                     | Mérkőzés típusa              | Mérkőzés                                                                          | Eredmény | Nézők száma |
| ------------------- | -------------------------------------------- | ---------------------------- | --------------------------------------------------------------------------------- | -------- | ----------- |
| 2008. november 22.  | Francisco Sánchez Rumoroso Stadion, Coquimbo | csoportmérkőzés (A. csoport) | Nigéria–Anglia                                                                    | 1 – 1    |             |
| 2008. november 26.  | Városi Stadion, La Florida                   | csoportmérkőzés (B. csoport) | Argentína–Franciaország                                                           | 1 – 3    |             |
| 2008. december 1.   | Municipal Germán Becker Stadion, Temuco      | egyik negyeddöntő            | Brazília–Németország                                                              | 2 – 3    | 12 854      |
| 2008. december 4.   | Municipal Germán Becker Stadion, Temuco      | egyik elődöntő               | Francia U20-as női labdarúgó-válogatott–Észak-Korea                               | 1 – 2    | 13 184      |
| 2010. július 13.    | Városi Stadion, Bielefeld                    | selejtező (B. csoport)       | Svédország–Út-Zéland                                                              | 2 – 1    | 10 065      |
| 2010. július 16.    | Ruhr Stadion, Bochum                         | selejtező (A. csoport)       | Német U20-as női labdarúgó-válogatott–Kolumbia                                    | 3 – 1    | 15 545      |
| 2010. július 20.    | Impuls Stadion, Augsburg                     | selejtező (B. csoport)       | Észak-koreai U20-as női labdarúgó-válogatott–Svéd U20-as női labdarúgó-válogatott | 2 – 3    | 26 273      |
| 2010. augusztus 1.  | Városi Stadion, Bielefeld                    | döntő                        | Német U20-as női labdarúgó-válogatott–Nigéria U20-as női labdarúgó-válogatott     | 2 – 0    | 24 633      |
| 2014. augusztus 6.  | Városi Stadion, Moncton                      | csoportmérkőzés (B. csoport) | Angol U20-as női labdarúgó-válogatott–Dél-Korea                                   | 1 – 1    | 3587        |
| 2014. augusztus 12. | Olimpiai Stadion, Montréal                   | csoportmérkőzés (B. csoport) | Brazil U20-as női labdarúgó-válogatott–Német U20-as női labdarúgó-válogatott      | 1 – 5    | 13 031      |
| 2014. augusztus 25. | Olimpiai Stadion, Montréal                   | döntő                        | Nigériai U20-as női labdarúgó-válogatott–Német U20-as női labdarúgó-válogatott    | 0 – 1    | 15 822      |

A 2011-es női labdarúgó-világbajnokságon, valamint a 2015-ös női labdarúgó-világbajnokságon a FIFA JB bíróként alkalmazta. A FIFA 2015 márciusában nyilvánosságra hozta annak a 29 játékvezetőnek (22 közreműködő valamint 7 tartalék, illetve 4. bíró) és 44 asszisztensnek a nevét, akik közreműködhettek Kanadában a2015-ös női labdarúgó-világbajnokságon. A kijelölt játékvezetők és asszisztensek 2015. június 26-án Zürichben, majd két héttel a világtorna előtt Vancouverben vettek rész továbbképzésen, egyben végrehajtották a szokásos elméleti és fizikai Cooper-tesztet. Selejtező mérkőzéseket az CONCACAF zónában vezetett. Világbajnokságon vezetett mérkőzéseinek száma: 7. Világbajnoki mérkőzések számával Im Undzsu társaságában az 5. helyen van. Rajtuk kívül Nicole Petignat 10, hárman 9-9 találkozót vezettek.
| Időpont           | Helyszín                               | Mérkőzés típusa                     | Mérkőzés                                                     | Eredmény | Nézők száma |
| ----------------- | -------------------------------------- | ----------------------------------- | ------------------------------------------------------------ | -------- | ----------- |
| 2011. július 5.   | Impuls Stadion, Augsburg               | csoportmérkőzés (B. csoport)        | Anglia–Japán                                                 | 2 – 0    | 20 777      |
| 2011. június 28.  | Bayern Stadion, Leverkusen             | csoportmérkőzés (C. csoport)        | Kolumbia–Svédország                                          | 0 – 1    | 21 106      |
| 2011. július 13.  | Commerzbank Stadion, Frankfurt am Main | egyik elődöntő                      | Japán női labdarúgó-válogatott–Svéd női labdarúgó-válogatott | 3 – 1    | 45 434      |
| 2014. október 16. | Sporting Park Stadion, Kansasváros     | (2015 vb) előselejtező (B. csoport) | Costa Rica–Mexikó                                            | 1 – 0    |             |
| 2014. október 21. | RFK Stadion, Washington                | (2015 vb) előselejtező (B. csoport) | Martinique–Costa Rica-i női labdarúgó-válogatott             | 1 – 6    |             |
| 2014. október 26. | PPL Park Stadion, Chester              | (2015 vb) selejtező bronzmérkőzés   | Trinidad és Tobago–Mexikói női labdarúgó-válogatott          | 2 – 4    |             |
| 2015. június 7.   | TD Place Stadion, Ottawa               | csoportmérkőzés (B. csoport)        | Németország–Elefántcsontpart                                 | 10 – 0   | 20 953      |
| 2015. június 13.  | Olimpiai Stadion, Montréal             | csoportmérkőzés (E. csoport)        | Brazília–Spanyolország                                       | 1 – 0    | 28 623      |
| 2015. június 17.  | Olimpiai Stadion, Montréal             | csoportmérkőzés (F. csoport)        | Anglia–Kolumbiai női labdarúgó-válogatott                    | 2 – 1    | 13 862      |
| 2015. június 26.  | Olimpiai Stadion, Montréal             | egyik negyeddöntő                   | Német női labdarúgó-válogatott–Franciaország                 | 1 – 1    | 24 859      |

A 2012. évi nyári olimpiai játékokon, valamint a 2016. évi nyári olimpiai játékokon a FIFA JB bírói szolgálatra alkalmazta. 2016-ban a legidősebb bíró.
| Időpont             | Helyszín                                        | Mérkőzés típusa              | Mérkőzés                                                       | Eredmény | Nézők száma |
| ------------------- | ----------------------------------------------- | ---------------------------- | -------------------------------------------------------------- | -------- | ----------- |
| 2012. július 25.    | Hampden Park Stadion, Glasgow                   | csoportmérkőzés (G. csoport) | Kolumbiai női labdarúgó-válogatott–Észak-Korea                 | 0 – 2    | 14 119      |
| 2012. július 31.    | Wembley Stadion, London                         | csoportmérkőzés (E. csoport) | Angol női labdarúgó-válogatott–Brazil női labdarúgó-válogatott | 1 – 0    | 70 584      |
| 2016. augusztus 3.  | Estádio Olímpico João Havelange, Rio de Janeiro | csoportmérkőzés (E. csoport) | Brazil női labdarúgó-válogatott–Kínai női labdarúgó-válogatott | 3 – 0    | 27 618      |
| 2016. augusztus 12. | Estádio Mineirão, Belo Horizonte                | egyik negyeddöntő            | Brazil női labdarúgó-válogatott–Ausztrália                     | 0 – 0    | 52 660      |
| 2016. augusztus 19. | Maracanã Stadion, Rio de Janeiro                | döntő                        | Svéd női labdarúgó-válogatott–Német női labdarúgó-válogatott   | 1 – 2    | 52 432      |

A 2013-as Algarve-kupa labdarúgó tornán a FIFA JB játékvezetőként vette igénybe szolgálatát. 
| Időpont           | Helyszín                    | Mérkőzés típusa              | Mérkőzés                                                         | Eredmény | Nézők száma |
| ----------------- | --------------------------- | ---------------------------- | ---------------------------------------------------------------- | -------- | ----------- |
| 2013. március 6.  | Bela Vista Stadion, Parchal | csoportmérkőzés (A. csoport) | Norvégia–Japán női labdarúgó-válogatott                          | 2 – 0    | 500         |
| 2013. március 13. | Algarve Stadion, Algarve    | döntő                        | Német női labdarúgó-válogatott–Amerikai női labdarúgó-válogatott | 0 – 2    | 1000        |

A Nemzetközi Labdarúgás-történeti és -statisztikai Szövetség (International Federation of Football History & Statistics) (IFFHS) a 2014-es év szakmai eredményessége alapján az év tíz legjobb női labdarúgó-játékvezetője közé rangsorolta. 2014-ben Katerina Monzul mögött a 3. helyen végzett.